# Fiódorovskaia (Krasnodar)
Fiódorovskaia (en rus Фёдоровская) és una stanitsa del krai de Krasnodar, a Rússia. És a la riba esquerra del riu Kuban, a 34 km al nord-est d'Abinsk i a 44 km a l'oest de Krasnodar. Pertanyen a aquesta stanitsa els khútors de Vassilievski, Iekaterínovski, Kossóvitxi, Pokrovski i Sverdlovski.